# Marciano Silva Barbeiro
Marciano Silva Barbeiro (Bissau, 20 de Outubro de 1957) é um político guineense , antigo Ministro da Guiné Bissau faz parte dos 15 deputados dissidentes do PAIGC.

## Biografia
Dirigente do MADEM G-15. Eleito deputado da Nação várias vezes, desde a primeira legislatura (1994) e até a VIII legislatura. Foi membro do governo várias vezes. Foi ministro da defesa, de  2007 a 2009. Foi Presidente da Comissão de Pilotagem da Reforma no Sector da Defesa e Segurança. Desempenhou a função do Chefe da Casa Civil da Presidência da República, de 2014 a 2016, Ministro das Obras Públicas, Habitação e Urbanismo, no executivo liderado por Umaro Sissoco Embaló.